# Тегеранские дети

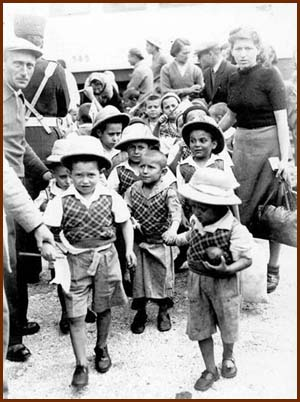
Прибытие в Атлит, 18 февраля 1943 года

Тегеранские дети (ивр. ילדי טהראן‎) — группа из более чем 1 200 еврейских беженцев, в том числе более 850 детей из Польши, которые после начала Второй мировой войны в сентябре 1939 года в результате раздела Польши между Германией и СССР оказались на советской территории, и к 1943 году смогли добраться до Палестины.
Своё название группа получила в связи с тем, что в Палестину они прибыли через Тегеран.

## История эмиграции

### Беженцы в СССР
После начала Второй мировой войны и раздела территории Польши между СССР и нацистской Германией в сентябре 1939 года сотни тысяч еврейских беженцев оказались на территории Советского Союза. Им было предложено принять советское гражданство, но многие от него отказались. Большинство беженцев было депортировано во внутренние районы страны в статусе спецпереселенцев. Часть беженцев была арестована и отправлена в лагеря на каторжные работы. Многие дети-беженцы в это время осиротели или были разлучены со своими родителями.
После нападения Германии на СССР еврейские беженцы были амнистированы. Однако условия их жизни оставались крайне тяжёлыми. Один из свидетелей утверждал, что дети ежедневно умирали от голода и болезней.
В 1942 году правительство Польши в изгнании и руководство СССР пришли к соглашению об эмиграции польских беженцев вместе с армией Андерса с территории Советского Союза на территорию оккупированного союзниками Ирана. Среди эмигрантов было около 1 000 еврейских детей, в основном сирот, и 800 взрослых евреев.

### Пребывание в Иране
С апреля по август 1942 года группа еврейских детей и сопровождающих их взрослых добирались из Самарканда в Красноводск, а затем через Каспийское море в Тегеран. Часть из них добирались в Тегеран через Бухару и Ашхабад.
Первым местом, где разместились беженцы, был порт Пехлеви. Там был организован временный лагерь, где все беженцы — и еврейские, и польские были вместе. Случались конфликты. В первый месяц в этом лагере в Иране умерло 18 еврейских детей, десятки тяжело страдали из-за болезней, полученных во время скитаний по СССР.
Летом польское представительство в Тегеране приняло решение открыть для еврейских детей сиротский дом. В его создании приняли участие члены местной еврейской общины и представители Еврейского агентства. Многие из детей были в тяжёлом психологическом состоянии, сильно испуганы. Забрать многих детей в еврейский детский дом в Тегеране из лагеря в Пехлеви оказалось крайне сложно: многие отказывались признаваться, что они евреи. Отъезду детей также препятствовали польские священники, которые рассчитывали их крестить.
В конце августа 1942 года 730 еврейских детей переехали в палаточный лагерь на территории Дастан Тарех — бывшей казармы иранских ВВС рядом с Тегераном. Помощь детскому дому оказали также американские еврейские организации, включая Джойнт.

### Путешествие в Палестину
В январе 1943 года Еврейское агентство получило разрешение от британских властей на отправку детей в Палестину. На специально зафрахтованном корабле через иранский порт Бендер-Шапур детей перевезли в индийский город Карачи, оттуда в Суэц, а затем поездом в Эль-Ариш. После почти 4 лет скитаний они прибыли в Атлит возле Хайфы. Во время перевозки морем дети страдали от инфекционных заболеваний и морской болезни. За время путешествия из Тегерана в Атлит семеро детей умерли.
18 февраля 1943 года 369 взрослых и 861 ребёнок, из них 719 сирот и 142 ребёнка с одним или обоими родителями были приняты в еврейский ишув. Ещё одна группа численностью около 110 детей прибыла в Палестину по суше через Ирак 28 августа 1943 года.

## В Палестине и Израиле

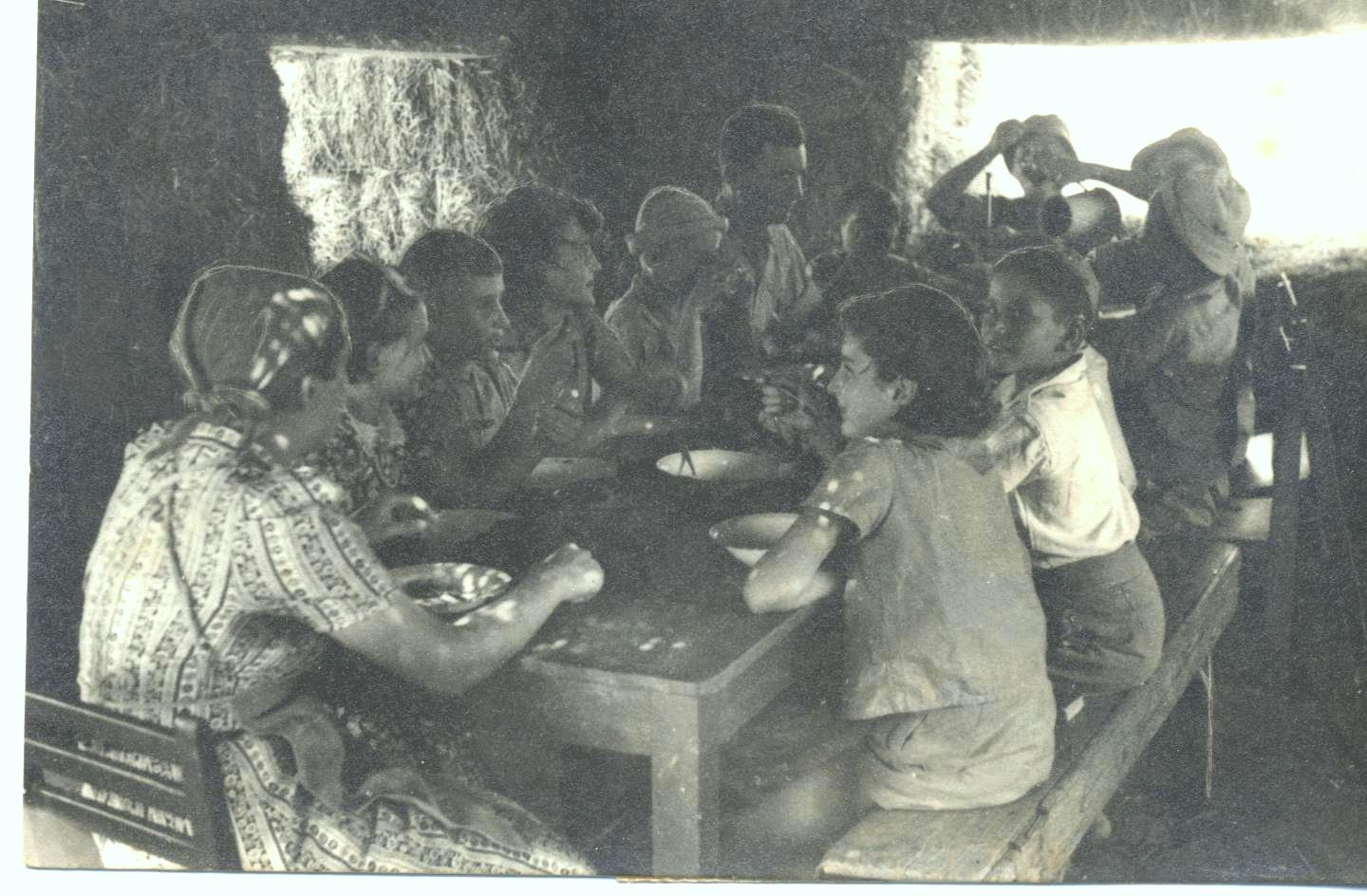
Тегеранские дети в лагере «Квуцат Явне», 1943 год

После прибытия в Палестину дети восстанавливали силы и здоровье в 11 транзитных лагерях, где им преподавали иврит. Многие находились в крайне тяжелом состоянии, некоторые дети умерли уже после прибытия в Палестину.
Дальнейшей судьбой детей занимались представители Еврейского агентства под руководством Генриетты Сольд. В ишуве была крупная дискуссия по вопросу распределения сирот. Учитывались семейные связи и собственные пожелания самих детей. В итоге, к 10 июня 1943 года 719 сирот были распределены следующим образом:
- 288 — в поселения и учреждения «Мизрахи».
- 38 — в учреждения «Агудат Исраэль».
- 27 — к родственникам.
- 36 — в религиозные учреждения, такие как «Ахава», «Бейт Йеошуа»[12].
- 15 — в дома малютки.
- 17 — ещё не были распределены, поскольку находились в больницах и других лечебных учреждениях.
- 298 — в светские учреждения.

35 человек из «тегеранских детей» погибли в период Войны за независимость Израиля в 1947—1949 годах. Один из них, — Эммануэль Ландау, посмертно получил высшую военную награду Израиля.
В дальнейшем о «тегеранских детях» в Израиле, США и Польше было издано несколько книг и снят телевизионный фильм. Некоторые из них опубликовали свои мемуары. Была создана организация «Дети Тегерана и их воспитатели», которую возглавил руководитель сиротского дома в Тегеране Давид Лаор (Лаумберг).

### Борьба за статус
С 1957 года в Израиле люди, пережившие Холокост, начали получать от государства специальные пенсионные выплаты, которые финансировались из репарационных выплат Германии. Однако до 1997 года «дети Тегерана» не считались пострадавшими от Холокоста.
В 2002 году «тегеранские дети» подали иск к израильскому правительству на получение специальных компенсаций в связи с нацистскими преследованиями. Иск был подан от имени 273 человек. Лишь в 2012 году дожившим до него 217 членам группы суд постановил выплатить 17 млн шекелей, однако спор продолжался до мая 2014 года, когда было вынесено решение выплатить каждому из доживших по 25 тысяч шекелей «во имя справедливости и того, чтобы „дети Тегерана“ не чувствовали себя дискриминированными».

## Известные личности
- Бен-Цион Томер[ивр.] — писатель
- Мордехай Пельцур — первый посол Израиля в Польше[13]
- Авигдор Бен-Галь — военный
- Алекс Гилади[ивр.] — президент Медиа группы Кешет[англ.], осуществляющей, наряду с компанией Решет, трансляцию Второго канала израильского телевидения[19].